# Maleficent (film)
Maleficent er en amerikansk fantasyfilm, instrueret af Robert Stromberg, produceret af Walt Disney Pictures, og med Angelina Jolie i hovedrollen som Maleficent. Filmen havde premiere 29. maj 2014 i Danmark.

## Handling
Maleficent er historien om Disney's mest ikoniske skurk fra filmen, bygget på det klassiske folkeeventyr Tornerose, fra 1959. En smuk, renhjertet ung kvinde, Maleficent, har et idyllisk liv, hun vokser op i en fredelig skovkongerige, indtil en invaderende hær en dag truer harmonien i riget. Maleficent vokser op til at blive nationens hårdeste beskytter, men i sidste ende hensynsløst forrådt, - en handling, der forvandler hendes rene hjerte til sten. Hun svor at hævne, og hun møder den invaderende kongens efterfølger i en episk kamp, og kaster forbandelse på hans nyfødte Aurora. I mellemtiden, vokser barnet op. Maleficent indser, at Aurora er nøglen til fred i kongeriget - og måske også til Maleficents lykke.

## Rolleliste
- Angelina Jolie som Maleficent
- Elle Fanning som Prinsesse Aurora / Tornerose
- Sharlto Copley som Kong Stefan
- Brenton Thwaites som Prins Phillip
- Miranda Richardson som Dronning Ulla
- Sam Riley som Diaval
- Juno Temple som Thistletwit
- Imelda Staunton som Knotgrass
- Lesley Manville som Flittle
- Kenneth Cranham som Kong Henrik
- Peter Capaldi som Kong Kinloch
- Ella Purnell som Maleficent som ung
- Toby Regbo som Stefan som ung
- Jamie Sives som Fårehyrde
- Hannah New som Dronning Leila

## Eksterne Henvisninger
- Maleficent på Internet Movie Database (engelsk)
- Maleficent på Filmdatabasen
- Maleficent på Scope
- Maleficent i Svensk Filmdatabas (svensk)
- Maleficent på AlloCiné (fransk)
- Maleficent på MovieMeter (nederlandsk)
- Maleficent på AllMovie (engelsk)
- Maleficent hos American Film Institute (engelsk)
- Maleficent på Turner Classic Movies (engelsk)
- Maleficent på The Movie Database (engelsk)